# Гродненское дело
Гродненское дело — ложное обвинение евреев в Гродненской губернии в похищении и убийстве христианской девочки в ритуальных целях в 1816 году. В результате расследования этого дела император Александр I издал распоряжение, запрещающее кровавый навет на евреев.

## Историческая подоплёка
XIX век в России был ознаменован массовыми обвинениями в адрес евреев в употреблении христианской крови в ритуальных целях. Первая серия таких обвинений после войны 1812 года имела, по мнению историка Савелия Дудакова, политическую подоплёку. Он отмечает, что во время движения армии Наполеона на восток поляки и евреи сражались по разные стороны фронта: евреи за русских, а поляки за французов. И именно по коридору движения французской армии впоследствии прошла волна ритуальных наветов на евреев со стороны поляков.
Дудаков указывает также, что русский комиссар при правительстве Царства Польского сенатор граф Николай Новосильцев в 1815 году представил проект, по которому потребовал предоставления евреям гражданских прав без всяких ограничений для развития ремёсел и земледелия. Проект был подержан министром духовных дел князем Александром Голицыным. Проекту оппонировала местная элита в лице князей Адама Чарторыйского, Франциска Друцкого-Любецкого и Иосифа Зайончека, а также ксёндза Станислава Сташица. Они утверждали, что такое решение ущербно, аргументируя это общей «вредностью евреев». После этого, по выражению Семёна Дубнова, пронеслась «эпидемия» подготовленных сверху ритуальных процессов, а 1816 год стал в Западном крае и Царстве Польском годом «ритуальной вакханалии».

## Ход событий
31 марта 1816 года накануне еврейской Пасхи гродненский мещанин Адамович заявил в полицию об исчезновении своей 14-летней дочери Марианны. 23 апреля её труп был найден на пахотном поле в окрестностях города. Он был исколот, одежда разорвана, правая рука вырезана из локтевого сустава. Среди христианского населения распространялись слухи, что девочку убили евреи в ритуальных целях.
Власти арестовали одного из руководителей гродненского кагала Шолома Лапина, чей дом примыкал к дому семьи Адамович и чьи дети дружили с покойной Марианной. При обыске у Лапина нашли молоток и копьецо, которым он, по его показаниям, чистил бумаги, так как руководил кагальной канцелярией. При этом, согласно вторичному врачебному освидетельствованию, было установлено, что ребёнок умер «от апоплексического удара или прострела» и что «у оного ребёнка кровь не источена».
Тем не менее, следственная комиссия занялась выяснением не употребляют ли евреи христианскую кровь. Экспертом был выбран выкрест унтер-офицер Павел Савицкий. Он заявил, что христианская кровь нужна евреям для обмазывания притолок перед пасхой и что в каждом кагале прежде хранилась особая бочка для умерщвления христианского ребёнка. Движимый жадностью и честолюбием, он заявил, что готов доказать свои утверждения, если власти окажут ему помощь.

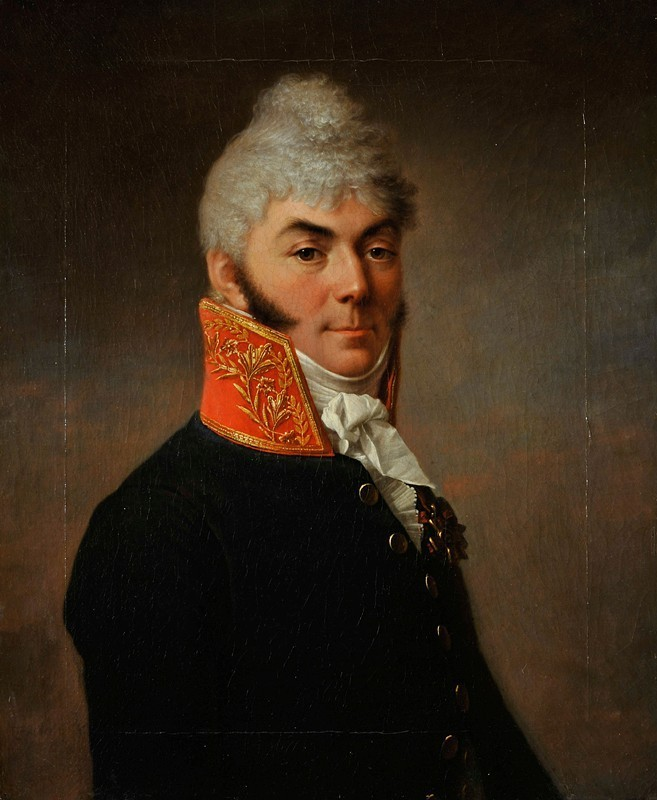
Граф Новосильцев

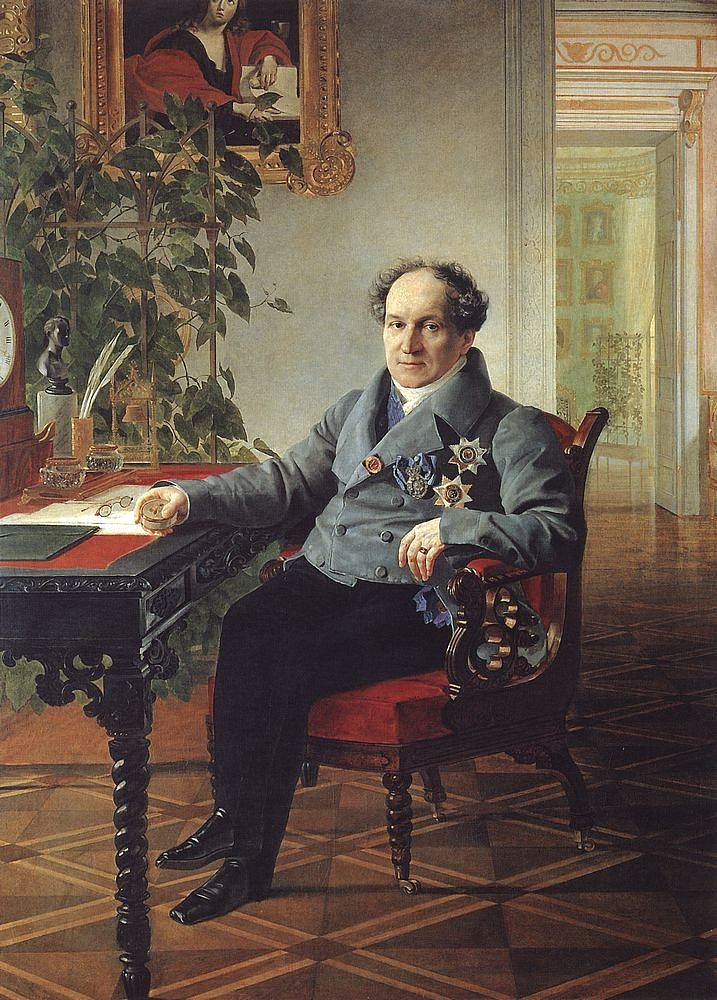
Князь Голицын

В феврале 1817 года благодаря графу Николаю Новосильцеву, имевшему с евреями в губернии общие экономические интересы, и министру духовных дел князю Александру Голицыну дело было прекращено. Осип Пржецлавский вспоминал, что депутат еврейского народа Зундель Зонненберг «жаловался на такую оскорбительную для единоверцев клевету» и приписывал её «ненависти поляков к евреям за их преданность правительству».

### Императорский запрет на кровавый навет
Ложность обвинения была столь очевидной, что 28 февраля 1817 года по поводу гродненского дела последовало распоряжение императора Александра I, направленное против возбуждения подобных дел. Губернатору князю Друцкому-Любецкому было сделано высочайшее замечание за ведение судебного разбирательства по «кровавому навету».
6 марта 1817 года князь Александр Голицын обратился к начальникам губерний с соответствующим предписанием, отметив, что уже польский король Сигизмунд II Август в XVI веке запретил обвинять евреев в употреблении крови и что папский престол также не нашел доказательств в пользу предрассудка. Циркуляр гласил:

По поводу оказывающихся и ныне в некоторых от Польши к России присоединенных губерниях изветов на евреев об умерщвлении ими христианских детей, якобы для той же надобности, его императорское величество, приемля во внимание, что таковые изветы и прежде неоднократно опровергаемы были беспристрастными следствиями и королевскими грамотами, высочайше повелеть мне соизволил объявить всем г-дам управляющим губерниями монаршую волю, чтоб впредь евреи не были обвиняемы в умерщвлении христианских детей без всяких улик, по единому предрассудку, что якобы они имеют нужду в христианской крови, но если бы где случилось смертоубийство и подозрение падало на евреев, без предубеждения, однако ж, что они сделали сие для получения христианской крови, то было бы производимо следствие на законном основании по доказательствам, к самому происшествию относящимся, наравне с людьми прочих вероисповеданий, которые уличались бы в преступлении смертоубийства
Сигизмунд II Август усматривал причину обвинений в стремлении «некоторых подданных королевских под вымышленными предлогами искоренить евреев из королевских городов». Подобно Сигизмунду Августу, и Стефан Баторий выступил против обвинений евреев в ритуальных убийствах.

### Последующие события
Несмотря на это распоряжение, через 10 лет местные власти дело возобновили, опять арестовав Лапина и его дочь, но в итоге после ещё 4 лет расследования в отсутствие каких-либо доказательств постановили «предать дело забвению». Виновный в убийстве найден не был.
Кроме этого, в 1823 году возникло так называемое «велижское дело» и ряд других позднее.
Материалы Гродненского дела в 1886 году были опубликованы в одном из первых в исторической науке трудов по российской иудаике — монографии Николая Голицына «История русского законодательства о евреях».